# Vermicella parscauda
Vermicella parscauda is een slang uit de familie koraalslangachtigen (Elapidae). De soort komt voor in het noordoosten van Australië.

## Naam en indeling
De wetenschappelijke naam van de soort werd voor het eerst voorgesteld door Chantelle M Derez, Kevin Arbuckle, Zhiqiang Ruan, Bing Xie, Yu Huang, Lauren Dibben, Qiong Shi, Freek J Vonk, Bryan G Fry in 2018. Het eerste exemplaar werd in 2014 waargenomen door de Nederlandse bioloog Freek Vonk en de Australische bioloog Bryan Fry. De wetenschappelijke beschrijving volgde in 2018 met Vonk als medeauteur. Vermicella parscauda is nauwer verwant aan V. intermedia en V. multifasciata uit andere delen van Australië dan aan de bekendere bandy-bandy (Vermicella annulata) die in hetzelfde gebied voorkomt, wat blijkt uit analyse van mitochondriaal DNA en morfologie.

## Verspreiding en habitat
Vermicella parscauda heeft een beperkt verspreidingsgebied en komt endemisch voor in de regio Weipa in Cape York in de Australische deelstaat Queensland. Het leefgebied van Vermicella parscauda bevindt zich in een gebied dat gebruikt wordt voor mijnbouw gericht op bauxiet, wat een bedreigende factor vormt.

## Uiterlijke kenmerken
Vermicella parscauda is 50 centimeter lang. Op rug bevinden zich 55 tot 94 zwarte banden met zwarte buikschubben, die op ongeveer twee derde van het lichaam overgaan in gesloten zwarte ringen.

## Levenswijze
Vermicella parscauda is een gravende slang en voedt zich met wormslangen.